# Alpine A523
L'Alpine A523 è una vettura da Formula 1 realizzata dalla Alpine F1 Team per gareggiare nel campionato mondiale di Formula 1 2023.

## Livrea
La livrea della A523 è affine a quella della A522, salvo una maggior presenza del colore nero dovuta a una maggiore esposizione del carbonio. Come conseguenza si ha una diminuzione dell'area verniciata di blu sulla parte superiore delle pance e ai lati del cofano motore. Nella parte posteriore della vettura, il rosa delle pance e il blu del cofano sfumano nel nero tramite una dissolvenza di triangoli.
Per le prime tre gare stagionali, ossia dal Gran Premio del Bahrain a quello d'Australia, la A523 correrà con una livrea che sostituisce integralmente il blu dell'Alpine con il rosa del title sponsor BWT.

## Presentazione
La vettura, che aveva già esordito in pista il 13 febbraio a Silverstone durante uno shakedown pre-lancio, è stata presentata ufficialmente a Londra il 16 febbraio 2023.

## Carriera agonistica

### Stagione
Due anni dopo il suo ritorno in Formula 1, entrambi trascorsi in Alpine, Fernando Alonso passa alla Aston Martin, in sostituzione del ritirato Sebastian Vettel. Il team transalpino dunque annuncia Oscar Piastri, già terzo pilota nella passata stagione, come pilota titolare. L'australiano smentisce però il tutto e, dopo una disputa in tribunale, viene data ragione a Piastri che si accasa alla McLaren. Viene dunque ingaggiato il francese Pierre Gasly proveniente dalla Alpha Tauri, accanto al confermato Esteban Ocon
La scuderia si conferma una buona vettura, capace di combattere regolarmente per i punti piazzandosi due volte podio; due terzi posti, uno per Ocon a Monaco ed uno per Gasly a Zandvoort, sebbene alcune tensioni tra i piloti, come in Australia, abbiano impedito di capitalizzare più risultati. Al termine della stagione la scuderia di Enstone si piazza al sesto posto nel campionato costruttori, con un totale di 120 punti realizzati. Gasly e Ocon si piazzano, nel mondiale piloti, rispettivamente undicesimo e dodicesimo.

## Piloti
| Piloti ufficiali     | Piloti ufficiali | Piloti ufficiali |
| Nazione              | Nome             | Numero           |
| -------------------- | ---------------- | ---------------- |
| Francia (bandiera)   | Esteban Ocon     | 31               |
| Francia (bandiera)   | Pierre Gasly     | 10               |
| Piloti di riserva    |                  |                  |
| Australia (bandiera) | Jack Doohan      | 61               |
| Francia (bandiera)   | Victor Martins   |                  |

## Risultati in Formula 1
| Anno | Team      | Motore  | Gomme | Piloti |     |   |     |    |   |   |    |    |     |     |     |     |    |     |     |    |    |     |    |    |    |    | Punti | Pos. |
| ---- | --------- | ------- | ----- | ------ | --- | - | --- | -- | - | - | -- | -- | --- | --- | --- | --- | -- | --- | --- | -- | -- | --- | -- | -- | -- | -- | ----- | ---- |
| 2023 | Alpine F1 | Renault | P     | Ocon   | Rit | 8 | 14* | 15 | 9 | 3 | 8  | 8  | 147 | Rit | Rit | 8   | 10 | Rit | Rit | 10 | 7  | Rit | 10 | 10 | 4  | 12 | 120   | 6º   |
| 2023 | Alpine F1 | Renault | P     | Gasly  | 9   | 9 | 13* | 14 | 8 | 7 | 10 | 12 | 10  | 18* | Rit | 113 | 3  | 15  | 6   | 9  | 12 | 67  | 11 | 7  | 11 | 13 | 120   | 6º   |

| Legenda | 1º posto     | 2º posto | 3º posto    | A punti         | Senza punti/Non class.  | Grassetto – Pole position Corsivo – Giro più veloce Apice – Risultato Sprint (A punti) |
| Legenda | Squalificato | Ritirato | Non partito | Non qualificato | Solo prove/Terzo pilota | Grassetto – Pole position Corsivo – Giro più veloce Apice – Risultato Sprint (A punti) |

* – Indica il pilota ritirato ma ugualmente classificato avendo coperto, come previsto dal regolamento, almeno il 90% della distanza di gara.